# Psyttalia alleni
Psyttalia alleni är en stekelart som först beskrevs av Fischer 1964.  Psyttalia alleni ingår i släktet Psyttalia och familjen bracksteklar. Inga underarter finns listade i Catalogue of Life.